# NGC 6217
إن جي سي 6217 (بالإنجليزية: NGC 6217)‏ التي يرمز لها بالرمز NGC 6217، هي مجرة، في كوكبة الدب الأصغر.

## الاكتشاف
اكتشفت في 12 ديسمبر 1797، بواسطة ويليام هيرشل.